# Hauptamt für Qualitätskontrolle, Untersuchung und Quarantäne
Das Hauptamt für Qualitätskontrolle, Untersuchung und Quarantäne der Volksrepublik China (chinesisch 國家質量監督檢驗檢疫總局 / 国家质量监督检验检疫总局, Pinyin Guójiā Zhìliàng Jiāndū Jiǎnyàn Jiǎnyì Zǒngjú), wegen der englischen Bezeichnung General Administration of Quality Supervision, Inspection and Quarantine im Ausland oft „AQSIQ“ abgekürzt, ist eine dem Staatsrat unterstellte Behörde. Sie ist verantwortlich für die nationale Qualitätsüberwachung.

## Geschichte
Die AQSIQ wurde im April 2001 aus dem Zusammenschluss des State Bureau of Quality Technical Supervision (SBQTS) und der State Administration of Exit/Entry Commodity Inspection and Quarantine (CIQ) gegründet.

## Aufgaben
Die AQSIQ ist zuständig für die Wareneingangs- und -ausgangskontrollen, die Überwachung der Quarantäne bei Ein- und Ausfuhr sowie für Tiere und Pflanzen. Zu ihren Aufgaben zählt auch die Überwachung der Lebensmittelsicherheit im Bereich Import und Export. Neben der administrativen Strafverfolgung in diesen Bereichen, obliegt ihr innerhalb des Verwaltungsaufbaus auch die Überwachung der in den einzelnen Provinzen Chinas für die Quarantäne zuständigen Behörden. Auf legislativer Ebene ist die AQSIQ für die Ausarbeitung und Bekanntmachung von Gesetzen und anderen Vorschriften zur Qualitätssicherung und die Überwachung ihrer Umsetzung zuständig.

## AQSIQ-Registrierung
Die Registrierung bei der AQSIQ ist für Exporteure notwendig, soweit diese die Konformität ihrer Waren mit den chinesischen Vorschriften beweisen müssen. Dies ist beispielsweise bei Exporten von Lebensmitteln oder Recyclingmaterial nach China der Fall. Da die AQSIQ nur Antragsdokumente auf Chinesisch akzeptiert, müssen vor der Antragsstellung alle Dokumente übersetzt werden.

## Weitere Behörden
- China Quality Certification Center
- China Food and Drug Administration
- Standardization Administration of the People’s Republic of China (SAC)